# Родриго, Давид
Дави́д Андре́с Родри́го Ло (исп. David Andrés Rodrigo Lo; 8 мая 1968, Льейда, Испания) — испанский футболист и футбольный тренер. С 1999 года по 2010 год возглавлял национальную сборную Андорры. Генеральный секретарь Футбольной федерации Андорры.

## Биография
В качестве игрока выступал за испанскую «Лериду», но из-за травмы колена в 1990 году завершил карьеру. Став тренером, возглавлял «Лериду» (1992—1996) и «Бинефар» (Д3, 1996—1999).
В апреле 1999 года назначен главным тренером национальной сборной Андорры. Именно с именем Давида Родриго связаны пока самые успешные страницы истории сборной Андорры, в частности первая победа в официальном матче. Родриго разработал оборонительную тактику для команды, которую комментатор Дэвид Плиат описывал фразой: «Они буквально припарковывают автобус (перед воротами)». При этом Давид Родриго не стеснялся экспериментировать с составом, ставя игроков на разные позиции: так, на позицию нападающего он нередко выдвигал защитника.
В 2000 году возглавлял юношескую сборную Андорры (игроки моложе 19 лет).
Во время отборочного турнира Евро 2008 Родриго скандально прославился во время игры против сборной Израиля. В ходе матча он крикнул в адрес Йосси Бенаюна оскорбительную фразу: «Израиль — страна убийц, и моя сборная оторвёт вам ноги». Эти фразы цитировались в адрес израильтян после начала второй Ливанской войны и породили новый рост антисемитских настроений. Несмотря на такое агрессивное высказывание, сборная Израиля одержала победу над сборной Андорры со счётом 4:1.
После ухода с поста главного тренера сборной Андорры Родриго сосредоточился на работе технического директора Футбольной федерации Андорры.

## Статистика
| Команда | С    | По   | Результаты | Результаты | Результаты | Результаты | Результаты |
| Команда | С    | По   | М          | В          | Н          | П          | В %        |
| ------- | ---- | ---- | ---------- | ---------- | ---------- | ---------- | ---------- |
| Андорра | 1999 | 2010 | 75         | 3          | 7          | 65         | 13.4       |